# Nomada coronata
Nomada coronata là một loài Hymenoptera trong họ Apidae. Loài này được Pérez mô tả khoa học năm 1896.